# Елевсина
Елевсѝна или Елевзина (на гръцки: Ελευσίνα, старогръцко произношение Елевзина) е град в Република Гърция, разположен на полуостров Атика, на 20 километра от Атина, на брега на Сароническия залив. Градът има население от 25 863 души (2001).

## Личности
Родени в Елевсина
- Есхил (525 г. пр. Хр. – c. 456 г. пр. Хр.)
- Александрос Кондулис (1858 – 1943), гръцки офицер
- Панайотис Николаидис (1871 – ?), гръцки офицер